# Thoressa
Thoressa is een geslacht van vlinders uit de familie dikkopjes ((Hesperiidae). De wetenschappelijke naam van het geslacht werd in 1913 gepubliceerd door Charles Swinhoe in Lepidoptera indica. De typesoort is Pamphila masoni Moore, 1878.
Deze vlinders komen vooral voor in het Indisch subcontinent, Indochina en China. Thoressa varia komt voor in Japan.

## Soorten
- Thoressa aina (de Nicéville, 1889)
- Thoressa astigmata (Swinhoe, 1890)
- Thoressa baileyi (South, 1913)
- Thoressa bivitta (Oberthür, 1886)
- Thoressa blanchardii (Mabille, 1876)
- Thoressa cerata (Hewitson, 1876)
- Thoressa cuneomaculata (Murayama, 1995)
- Thoressa decorata (Moore, 1881)
- Thoressa evershedi (Evans, 1910)
- Thoressa fusca (Elwes, 1893)
- Thoressa gupta (de Nicéville, 1886)
- Thoressa hishikawai (Yoshino, 2003)
- Thoressa honorei (de Nicéville, 1887)
- Thoressa horishama (Matsumura, 1910)
- Thoressa hyrie (de Nicéville, 1891)
- Thoressa justini Inoue & Kawazoe, 1969
- Thoressa kuata (Evans, 1940)
- Thoressa latris (Leech, 1894)
- Thoressa luanchuanensis (Wang & Niu, 2002)
- Thoressa masoni (Moore, 1878)
- Thoressa masuriensis (Moore, 1878)
- Thoressa monastyrskyi Devyatkin, 1996
- Thoressa nanshaona Murayama, 1995
- Thoressa naumanni (Huang, 1998)
- Thoressa panda (Evans, 1937)
- Thoressa pandita (de Nicéville, 1885)
- Thoressa pedla (Evans, 1956)
- Thoressa serena (Evans, 1937)
- Thoressa similissima Devyatkin, 2002
- Thoressa sitala (de Nicéville, 1885)
- Thoressa submacula (Leech, 1890)
- Thoressa thandaunga (Evans, 1926)
- Thoressa varia (Murray, 1875)
- Thoressa viridis (Huang, 2003)
- Thoressa xiaoqingae Huang & Zhan, 2004
- Thoressa zinnia (Evans, 1939)